# 조희철
조희철(曺喜澈, 1928년 6월 10일~2014년 5월 24일)은 대한민국의 정치인이다. 제13대 국회의원을 지냈다. 호(號)는 동곡(東谷).

## 주요 경력
- 전남 도지사 부속실장
- 조선대학교 강사
- 미8군 소속 연락장교 종군
- 신민당 곡성화순 지구당 위원장
- 신민당 중앙당 선전국장
- 신민당 중앙당 대변인
- 대한민국 헌정회 복지위원장

## 학력
- 서울사범대학 부속고등학교 졸업
- 연희대학교 정치외교학과 학사
- 대한민국 육군보병학교 졸업
- 대한민국 육군공병학교 졸업
- 대한민국 육군포병학교 졸업

### 비학위 수료
- 미국 미시건 주립 대학교 MRA 과학 센터 비학위 연구 과정 2개년 수업

## 역대 선거 결과
|  | 8.99% |

|  | 4.26% |

|  | 19.3% |